# Soyuz B

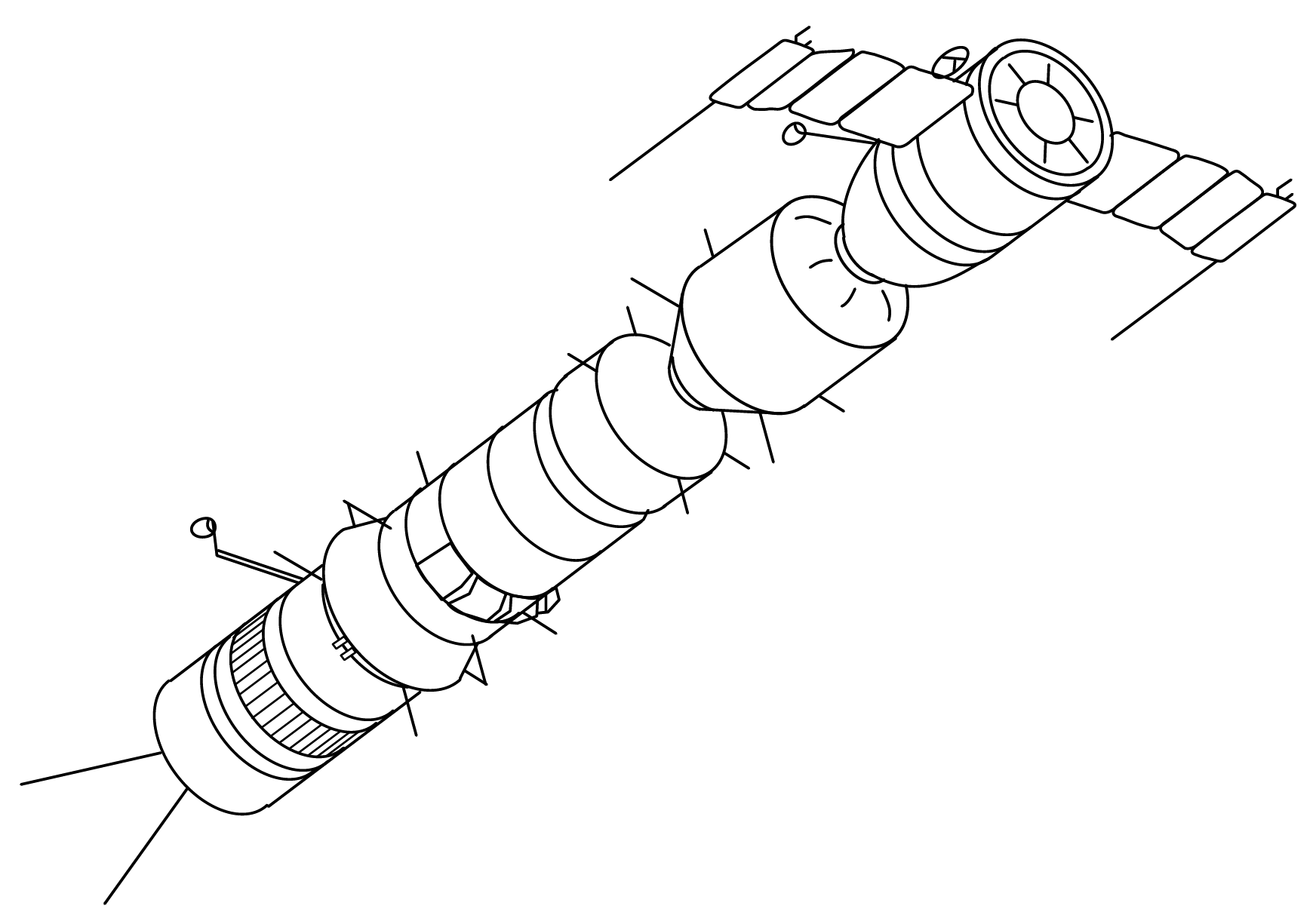
Conjunto de Soyuz A, Soyuz B y Soyuz V, constituyendo el complejo L1.

Soyuz B, también denominada Soyuz 9K, fue una nave espacial soviética diseñada por Sergéi Koroliov hacia finales de 1962 y destinada a realizar misiones de sobrevuelo de la Luna.

## Historia
La Soyuz B fue diseñada para realizar operaciones de rendezvous y acoplamiento en órbita baja terrestre con la finalidad de realizar la función de etapa propulsora para vuelos circumlunares tripulados. El esquema de las misiones sería el siguiente:
- se lanzaría una Soyuz B no tripulada en una órbita terrestre de 225 km de altura.
- le seguiría el lanzamiento de entre una y tres naves Soyuz V (también conocidas como Soyuz 11K y a veces denominadas Soyuz C), según la misión, y también sin tripular, que servirían de vehículos cisterna y se acoplarían automáticamente a la Soyuz B, a la que transferirían hasta 22 toneladas de propelente.
- finalmente se lanzaría una Soyuz A (también conocida como Soyuz 7K) con los cosmonautas que llevarían a cabo la misión lunar a bordo. La nave se acoplaría a la Soyuz B, que propulsaría al conjunto en una trayectoria de sobrevuelo lunar, con la separación posterior de ambos componentes. Al conjunto de Soyuz A, Soyuz B y Soyuz V se le denominaría L1.

La Soyuz B también podría ser usada con la versión militar de las Soyuz, la Soyuz P, para realizar diversas misiones.
Poco después de autorizarse el desarrollo de la nave se cancelaron los proyectos Soyuz A y Soyuz P, por lo que la Soyuz B perdía toda razón de ser.

## Partes
La Soyuz B consistiría en las siguientes partes:
- un motor cohete.
- un módulo de acoplamiento que proporcionaría los sistemas de acoplamiento y de transferencia de propelente, el equipamiento de guiado y los sistemas de propulsión de maniobra. Este módulo sería desechado tras realizar el acoplamiento con la Soyuz A y antes de realizar la ignición hacia la órbita lunar.

## Especificaciones
- Masa: 5900 kg